# القلعة (جبلة)

تعديل مصدري - تعديل

القلعة هي إحدى قرى عزلة الشهلي بمديرية جبلة التابعة لمحافظة إب، بلغ تعداد سكانها 746 نسمة حسب تعداد اليمن لعام 2004.